# Prophets, Seers & Sages: The Angels of the Ages
Prophets, Seers & Sages: The Angels of the Ages é o segundo álbum de estúdio da banda britânica de folk psicodélico Tyrannosaurus Rex (mais tarde conhecida como T. Rex). Foi lançado em 14 de outubro de 1968 pela Regal Zonophone Records.
Sua gravação ocorreu no Trident Studios, em Londres, durante abril e agosto daquele ano. As sessões foram produzidas por Tony Visconti e contaram com Marc Bolan nos vocais e na guitarra acústica, e Steve Peregrin Took nos vocais de apoio e na percussão. O álbum abre com uma versão do primeiro single do Tyrannosaurus Rex, "Debora", alterado por um efeito reverso, como indicado pelo seu novo título: "Deboraarobed".
Inicialmente, o disco falhou em alcançar um bom desempenho nas tabelas musicais. Posteriormente, seria relançado junto ao primeiro álbum da banda, My People Were Fair and Had Sky in Their Hair... But Now They're Content to Wear Stars on Their Brows, em formato de álbum duplo. Nessa configuração, alcançou o primeiro lugar na parada musical britânica em 1972.

## Lançamento
Prophets, Seers & Sages: The Angels of the Ages foi lançado em 14 de outubro de 1968 pela Regal Zonophone Records, porém acabou falhando nas paradas musicais. Foi comercializado em edições monofônica e estereofônica
O álbum foi mesclado com o álbum anterior, My People Were Fair and Had Sky in Their Hair... But Now They're Content to Wear Stars on Their Brows, e relançado como um álbum duplo em 14 de abril de 1972, após os sucessos de Electric Warrior e The Slider. Essa reedição alcançou o primeiro lugar na parada musical britânica. Foi lançado nos Estados Unidos pela A&M Records como Tyrannosaurus Rex: A Beginning, e foi a primeira vez que os álbuns da banda estiveram disponíveis lá.

## Recepção crítica
O sítio AllMusic escreveu que "o álbum entregou algumas das canções mais ressonantes de Bolan". "O pop clássico de abertura (em) "Deboraarobed" é ainda mais dignificado por sua transição para a mesma performance tocada de trás para frente, um movimento bastante inovador em um momento em que até os Beatles ainda utilizavam esses experimentos na mixagem". O revisor conclui: "Bolan simplesmente inventou, e no processo criou uma linguagem totalmente nova – meio sem sentido, meio mistério, mas totalmente inebriante. O sítio Tiny Mix Tapes escreveu que era um álbum de folk psicodélico com "intensa participação dos bongôs" e "fortes vocais de apoio". O revisor acrescentou que "Prophets continua sendo um álbum atemporal para todos", e seus arranjos originais garantiram "uma longa vida para muitas gerações".

## Lista de faixas
Todas as faixas escritas e compostas por Marc Bolan. 
| Lado um |                     |         |  |
| N.º     | Título              | Duração |  |
| 1.      | "Deboraarobed"      | 3:33    |  |
| 2.      | "Stacey Grove"      | 1:59    |  |
| 3.      | "Wind Quartets"     | 2:57    |  |
| 4.      | "Conesuala"         | 2:25    |  |
| 5.      | "Trelawny Lawn"     | 1:46    |  |
| 6.      | "Aznageel the Mage" | 1:59    |  |
| 7.      | "The Friends"       | 1:19    |  |

| Lado dois |                                 |         |  |
| N.º       | Título                          | Duração |  |
| 1.        | "Salamanda Palaganda"           | 2:15    |  |
| 2.        | "Our Wonderful Brownskin Man"   | 0:51    |  |
| 3.        | "Oh Harley (The Saltimbanques)" | 2:19    |  |
| 4.        | "Eastern Spell"                 | 1:41    |  |
| 5.        | "The Travelling Tragition"      | 1:48    |  |
| 6.        | "Juniper Suction"               | 1:13    |  |
| 7.        | "Scenescof Dynasty"             | 4:07    |  |

## Ficha técnica
Tyrannosaurus Rex
- Marc Bolan – vocais principais, guitarra acústica
- Steve Took – vocais de apoio, percussão

Produção
- Tony Visconti – produção musical